# Камуфляж (фильм)
«Камуфля́ж» (англ. Camouflage) — детективный комедийный фильм, повествующий о детективах, расследующих убийство. Премьера состоялась 9 января 2001 года.

## Сюжет
Марти Макензи (Локлин Манро) прогорев со своим театральным представлением, отправляется за новыми идеями и работой к детективу Джеку Поттеру (Лесли Нильсен). Они вместе расследуют случайно обнаруженный инцидент в маленьком провинциальном городке.

## В  ролях
- Лесли Нильсен — Джек Поттер
- Локлин Манро — Марти Макензи
- Ванесса Эйнджел — Синди Дэвис
- Уильям Форсайт — Шериф Алтон Оуэнс
- Патрик Уобертон — Гораций Татт, мл.
- Том Элдридж — Лайонел Понд
- Фрэнк Коллисон — Худой полицейский
- Сюзанн Крулл — Худая женщина
- Эрнст Харт — Тини
- Брам Тейлор — Кристи
- Ричард Фарачи — Нед
- Белинда Монтгомери — Диана